# Bruce Wilson
Bruce Alec Wilson (Vancouver, 20 giugno 1951) è un ex calciatore canadese, di ruolo difensore.

## Carriera

### Club
Ha giocato nella NASL, vincendone una edizione nel 1980 in forza ai N.Y. Cosmos.

### Nazionale
Ha partecipato, con la rappresentativa canadese ai Giochi olimpici del 1984 e prese parte, sul finire della sua carriera, alla spedizione canadese qualificatasi alla fase finale del campionato del mondo 1986.

## Palmarès

### Club

#### Competizioni nazionali
- NASL: 1

New York Cosmos: 1980